# 코지마 사치코
코지마 사치코(일본어: 小島 幸子 こじま さちこ[*], 1979년 1월 18일 ~ )는 일본의 여성 성우이다. 지바현 출신. 마우스 프로모션 소속.